# 1733

## أحداث
- تأسيس مدينة ألياستاي وتقع حاليا في منغوليا.
- 17 يونيو: تأسيس مدينة كوكوتا وتقع حاليا في كولومبيا.

## مواليد
- جوزيف بريستلي
- كارستن نيبور
- 24 يناير - بنجامين لينكون، ضابط أمريكي في حرب الاستقلال الأمريكية.

## وفيات
- ميشيل لو كوين مؤرخ وعالم دين فرنسي.
- إسماعيل بن شديد الحرفوش أمير بعلبك، سنجق حمص